# Waynesboro, Virginia
Waynesboro är en stad (independent city) och countyfritt område på alla sidor omgivet av Augusta County i den amerikanska delstaten Virginia med en yta av 39,8 km² och en folkmängd som enligt United States Census Bureau uppgår till 21 006 invånare (2010). Orten fick sitt namn efter Anthony Wayne som var general i amerikanska revolutionskriget.

## Kända personer från Waynesboro
- Cory Alexander, basketspelare
- Joseph Burns, politiker
- Andrew S. Fulton, politiker
- John Wetzel, basketspelare